# Ківерцівська міська територіальна громада
Ківерцівська міська територіальна громада — територіальна громада в Україні, в Луцькому районі Волинської області. Адміністративний центр — місто Ківерці. До реформи 2020 року була у складі Ківерцівського району.
Площа громади — 186,8 км², населення — 17 745 мешканців (2018).
Утворена 8 серпня 2018 року шляхом об'єднання Ківерцівської міської ради та Сокиричівської, Суської сільських рад Ківерцівського району.
Перспективним планом формування громад Волинської області 2020 року передбачено розширення громади за рахунок приєднання території Тростянецької сільської громади та Журавичівської сільської ради Ківерцівського району.
19 липня 2020 року, в результаті адміністративно-територіальної реформи та ліквідації Ківерцівського району, громада увійшла до складу Луцького району.

## Населені пункти
До складу громади входять 1 місто (Ківерці) і 23 села: Бодячів, Гайове, Дідовичі, Домашів, Журавичі, Заброди, Завітне, Звози, Конопелька, Лички, Микове, Муравище, Озеро, Омельне, Острів, Славне, Словатичі, Сокиричі, Суськ, Тростянець, Хопнів, Човниця, Яромель.

## Географія
Територією громади протікають річки Стир, Рудка, Конопелька, Путилівка, Кормин.